# Lista de municípios de Goiás por PIB

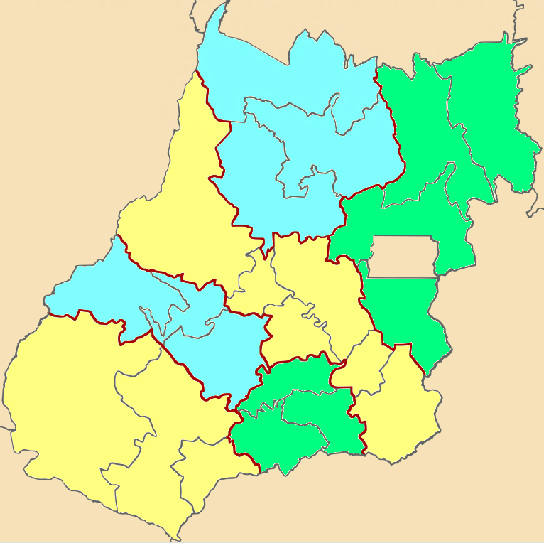
Divisão das regiões intermediárias em vermelho e imediatas em cinza.

Esta é uma lista de municípios de Goiás por Produto Interno Bruto (PIB) referente ao ano de 2021. Os valores são a preços correntes. Goiás é um estado brasileiro, localizado no leste da Região Centro-Oeste do Brasil e formado pela união de 246 municípios. Possui o nono maior PIB do Brasil e o segundo de sua macrorregião, superado apenas pelo Distrito Federal. Dentre todos os seus municípios, trinta e dois deles possuem economia entre 1 e 5 bilhões de reais, sete entre 5 e 20 bilhões e a capital com economia acima de R$ 50 bilhões.
Goiânia, a capital do estado, é o município com a maior economia, totalizando um PIB de R$ 59,9 bilhões em 2021. Em âmbito regional, Goiânia figura como o segundo município com maior PIB, superada apenas por Brasília, a capital federal, além de ser o décimo quinto maior do Brasil.
Dos municípios do interior do estado, destacam-se cinco que figuram entre os 10 mais relevantes: Anápolis, Rio Verde, Catalão, Jataí e Itumbiara.
Quanto à comparação com o ano anterior, temos alguns destaques. Os positivos ficam por conta de São João da Paraúna, Rio Quente, Turvânia e 
Santa Cruz de Goiás que "escalaram" 43, 28, 28 e 27 posições (respectivamente) alcançando as colocações 166ª, 103ª, 139ª e 112ª nessa ordem. 
Já os negativos foram Cachoeira Dourada, São Domingos, Castelândia e Santa Fé de Goiás que desceram 134, 28, 25 e 21 posições, respectivamente, ficando em 221º, 137º, 194º e 122º (nessa ordem).
| Posição (2021) | Município                   | RG Intermediária               | PIB (R$ x1.000) | Per Capita |
| -------------- | --------------------------- | ------------------------------ | --------------- | ---------- |
| 1 (0)          | Goiânia                     | Goiânia                        | 59.865.989,619  | 38.483,54  |
| 2 (0)          | Anápolis                    | Goiânia                        | 17.788.289,477  | 44.860,34  |
| 3 (0)          | Aparecida de Goiânia        | Goiânia                        | 16.979.983,664  | 28.213,26  |
| 4 (0)          | Rio Verde                   | Rio Verde                      | 16.306.270,807  | 65.948,14  |
| 5 (0)          | Catalão                     | Goiânia                        | 9.916.468,288   | 87.685,74  |
| 6 (0)          | Jataí                       | Rio Verde                      | 7.996.737,136   | 77.472,00  |
| 7 (0)          | Luziânia                    | Luziânia-Águas Lindas de Goiás | 5.435.385,524   | 25.322,67  |
| 8 (0)          | Itumbiara                   | Itumbiara                      | 5.324.330,401   | 49.832,28  |
| 9 (0)          | Senador Canedo              | Goiânia                        | 4.765.088,929   | 39.235,95  |
| 10 (0)         | Cristalina                  | Luziânia-Águas Lindas de Goiás | 4.602.318,44    | 74.974,64  |
| 11 (2)         | Mineiros                    | Rio Verde                      | 3.288.691,748   | 47.334,97  |
| 12 (1)         | Formosa                     | Luziânia-Águas Lindas de Goiás | 3.247.792,016   | 25.836,62  |
| 13 (1)         | Caldas Novas                | Itumbiara                      | 3.000.885,82    | 31.527,54  |
| 14 (2)         | Valparaíso de Goiás         | Luziânia-Águas Lindas de Goiás | 2.964.512,369   | 16.870,66  |
| 15 (0)         | Trindade                    | Goiânia                        | 2.666.620,908   | 20.200,76  |
| 16 (0)         | Águas Lindas de Goiás       | Luziânia-Águas Lindas de Goiás | 2.463.151,902   | 11.052,96  |
| 17 (3)         | Ipameri                     | Goiânia                        | 2.429.403,229   | 88.777,75  |
| 18 (1)         | Chapadão do Céu             | Rio Verde                      | 2.188.716,475   | 202.715,24 |
| 19 (1)         | Goiatuba                    | Itumbiara                      | 2.169.433,434   | 63.235,88  |
| 20 (3)         | Quirinópolis                | Rio Verde                      | 2.147.553,128   | 41.843,87  |
| 21 (0)         | Goianésia                   | Porangatu-Uruaçu               | 1.888.262,614   | 26.209,49  |
| 22 (0)         | Morrinhos                   | Itumbiara                      | 1.857.436,883   | 39.557,81  |
| 23 (1)         | Itaberaí                    | Goiânia                        | 1.804.954,779   | 40.717,25  |
| 24 (1)         | Palmeiras de Goiás          | São Luís de Montes Belos-Iporá | 1.770.769,969   | 59.193,38  |
| 25 (4)         | Santa Helena de Goiás       | Rio Verde                      | 1.620.936,848   | 41.603,02  |
| 26 (13)        | Montividiu                  | Rio Verde                      | 1.604.395,607   | 115.134,24 |
| 27 (4)         | Barro Alto                  | Porangatu-Uruaçu               | 1.573.567,187   | 135.151,35 |
| 28 (4)         | Paraúna                     | São Luís de Montes Belos-Iporá | 1.559.917,426   | 141.965,55 |
| 29 (1)         | São Luís de Montes Belos    | São Luís de Montes Belos-Iporá | 1.486.903,871   | 43.113,66  |
| 30 (3)         | Bela Vista de Goiás         | Goiânia                        | 1.480.965,977   | 47.766,93  |
| 31 (3)         | Planaltina                  | Luziânia-Águas Lindas de Goiás | 1.453.000,75    | 15.906,74  |
| 32 (6)         | São Simão                   | Rio Verde                      | 1.432.833,459   | 67.212,38  |
| 33 (7)         | Porangatu                   | Porangatu-Uruaçu               | 1.430.130,577   | 31.180,63  |
| 34 (3)         | Inhumas                     | Goiânia                        | 1.406.215,643   | 26.208,47  |
| 35 (2)         | Pires do Rio                | Goiânia                        | 1.405.075,904   | 44.033,84  |
| 36 (3)         | Hidrolândia                 | Goiânia                        | 1.329.142,643   | 58.986,49  |
| 37 (11)        | Silvânia                    | Goiânia                        | 1.315.547,84    | 62.830,64  |
| 38 (0)         | Uruaçu                      | Porangatu-Uruaçu               | 1.299.875,773   | 31.588,72  |
| 39 (5)         | Minaçu                      | Porangatu-Uruaçu               | 1.296.632,368   | 45.467,16  |
| 40 (4)         | Niquelândia                 | Porangatu-Uruaçu               | 1.291.679,674   | 27.445,17  |
| 41 (12)        | Alto Horizonte              | Porangatu-Uruaçu               | 1.280.223,029   | 188.378,90 |
| 42 (8)         | Piracanjuba                 | Itumbiara                      | 1.239.008,004   | 50.483,15  |
| 43 (2)         | Bom Jesus de Goiás          | Itumbiara                      | 1.229.633,452   | 47.168,42  |
| 44 (9)         | Novo Gama                   | Luziânia-Águas Lindas de Goiás | 1.154.068,417   | 9.645,45   |
| 45 (3)         | Alexânia                    | Goiânia                        | 1.128.053,862   | 39.776,23  |
| 46 (3)         | Goianira                    | Goiânia                        | 1.102.687,365   | 23.827,46  |
| 47 (7)         | Padre Bernardo              | Luziânia-Águas Lindas de Goiás | 1.052.148,998   | 30.051,96  |
| 48 (4)         | Acreúna                     | São Luís de Montes Belos-Iporá | 1.051.834,117   | 46.315,90  |
| 49 (3)         | Mozarlândia                 | Goiânia                        | 1.025.027,728   | 63.757,40  |
| 50 (5)         | Nerópolis                   | Goiânia                        | 1.021.184,32    | 33.014,91  |
| 51 (2)         | Cidade Ocidental            | Luziânia-Águas Lindas de Goiás | 1.006.150,184   | 13.528,98  |
| 52 (7)         | Orizona                     | Goiânia                        | 938.155,393     | 59.249,42  |
| 53 (3)         | Edéia                       | São Luís de Montes Belos-Iporá | 923.318,96      | 73.518,51  |
| 54 (3)         | Jaraguá                     | Goiânia                        | 919.740,537     | 17.633,06  |
| 55 (8)         | Caçu                        | Rio Verde                      | 904.591,947     | 54.740,81  |
| 56 (1)         | Iporá                       | São Luís de Montes Belos-Iporá | 876.296,385     | 27.844,57  |
| 57 (12)        | Vianópolis                  | Goiânia                        | 857.967,844     | 27.844,57  |
| 58 (7)         | Campo Alegre de Goiás       | Goiânia                        | 846.728,142     | 107.398,29 |
| 59 (3)         | Santo Antônio do Descoberto | Luziânia-Águas Lindas de Goiás | 825.618,304     | 10.740,31  |
| 60 (8)         | Caiapônia                   | Rio Verde                      | 821.652,979     | 42.563,87  |
| 61 (2)         | Ouvidor                     | Goiânia                        | 765.398,819     | 111.007,81 |
| 62 (1)         | Goiás                       | Goiânia                        | 763.707,486     | 34.522,53  |
| 63 (6)         | Ceres                       | Porangatu-Uruaçu               | 734.660,055     | 32.787,08  |
| 64 (2)         | Pontalina                   | Itumbiara                      | 717.209,772     | 40.069,82  |
| 65 (8)         | Corumbaíba                  | Itumbiara                      | 709.240,844     | 70.839,08  |
| 66 (10)        | Perolândia                  | Rio Verde                      | 708.388,375     | 224.457,66 |
| 67 (3)         | Posse                       | Luziânia-Águas Lindas de Goiás | 703.570,537     | 18.552,12  |
| 68 (8)         | Crixás                      | Porangatu-Uruaçu               | 699.319,247     | 40.809,95  |
| 69 (2)         | Jussara                     | Goiânia                        | 693.475,631     | 37.965,38  |
| 70 (0)         | São Miguel do Araguaia      | Porangatu-Uruaçu               | 691.572,295     | 31.652,35  |
| 71 (13)        | Indiara                     | São Luís de Montes Belos-Iporá | 656.300,187     | 41.116,41  |
| 72 (1)         | Serranópolis                | Rio Verde                      | 652.576,561     | 74.691,15  |
| 73 (2)         | Pirenópolis                 | Goiânia                        | 640.328,642     | 25.391,73  |
| 74 (3)         | Nova Crixás                 | Goiânia                        | 628.523,601     | 48.273,70  |
| 75 (1)         | Piranhas                    | São Luís de Montes Belos-Iporá | 609.385,052     | 59.972,94  |
| 76 (1)         | Davinópolis                 | Goiânia                        | 583.084,055     | 278.454,66 |
| 77 (5)         | São João d'Aliança          | Luziânia-Águas Lindas de Goiás | 569.988,528     | 39.519,42  |
| 78 (0)         | Turvelândia                 | Rio Verde                      | 566.460,906     | 103.995,03 |
| 79 (7)         | Rubiataba                   | Porangatu-Uruaçu               | 565.884,5       | 28.277,26  |
| 80 (5)         | Itapuranga                  | Goiânia                        | 553.555,394     | 21.625,79  |
| 81 (2)         | Itapaci                     | Porangatu-Uruaçu               | 547.546,319     | 22.957,92  |
| 82 (9)         | Água Fria de Goiás          | Luziânia-Águas Lindas de Goiás | 533.232,876     | 91.260,12  |
| 83 (3)         | Anicuns                     | Goiânia                        | 512.555,401     | 23.178,92  |
| 84 (1)         | Montes Claros de Goiás      | São Luís de Montes Belos-Iporá | 498.787,523     | 62.061,41  |
| 85 (4)         | Carmo do Rio Verde          | Porangatu-Uruaçu               | 488.084,355     | 47.391,43  |
| 86 (1)         | Vicentinópolis              | Itumbiara                      | 480.173,143     | 53.340,72  |
| 87 (8)         | Cabeceiras                  | Luziânia-Águas Lindas de Goiás | 475.939,32      | 58.772,45  |
| 88 (0)         | Buriti Alegre               | Itumbiara                      | 467.716,603     | 49.155,71  |
| 89 (3)         | Abadiânia                   | Goiânia                        | 445.324,202     | 21.334,94  |
| 90 (0)         | Cocalzinho de Goiás         | Luziânia-Águas Lindas de Goiás | 436.319,097     | 21.006,17  |
| 91 (1)         | Jandaia                     | São Luís de Montes Belos-Iporá | 426.813,526     | 71.123,73  |
| 92 (1)         | Edealina                    | Itumbiara                      | 405.203,026     | 110.169,39 |
| 93 (12)        | Doverlândia                 | Rio Verde                      | 400.868,854     | 55.878,01  |
| 94 (2)         | Aporé                       | Rio Verde                      | 395.713,496     | 92.759,84  |
| 95 (1)         | Cezarina                    | São Luís de Montes Belos-Iporá | 384.995,662     | 43.779,36  |
| 96 (15)        | Cavalcante                  | Luziânia-Águas Lindas de Goiás | 382.999,876     | 39.322,37  |
| 97 (19)        | Portelândia                 | Rio Verde                      | 367.281,259     | 91.091,58  |
| 98 (12)        | Abadia de Goiás             | Goiânia                        | 353.700,292     | 38.622,00  |
| 99 (8)         | Guapó                       | Goiânia                        | 347.667,133     | 24.473,26  |
| 100 (2)        | Leopoldo de Bulhões         | Goiânia                        | 343.211,043     | 44.788,08  |
| 101 (7)        | Joviânia                    | Itumbiara                      | 342.128,075     | 46.127,55  |
| 102 (4)        | Campinorte                  | Porangatu-Uruaçu               | 333.013,099     | 25.855,05  |
| 103 (28)       | Rio Quente                  | Itumbiara                      | 326.106,312     | 68.973,42  |
| 104 (1)        | Itarumã                     | Rio Verde                      | 324.831,311     | 44.273,04  |
| 105 (1)        | Santo Antônio da Barra      | Rio Verde                      | 320.990,656     | 65.696,00  |
| 106 (21)       | São Miguel do Passa-Quatro  | Goiânia                        | 316.722,742     | 65.696,00  |
| 107 (7)        | Campos Belos                | Luziânia-Águas Lindas de Goiás | 315.294,715     | 15.667,60  |
| 108 (2)        | Rialma                      | Porangatu-Uruaçu               | 314.484,709     | 28.691,24  |
| 109 (1)        | Gameleira de Goiás          | Goiânia                        | 312.523,156     | 79.664,33  |
| 110 (13)       | Vila Propício               | Porangatu-Uruaçu               | 308.013,003     | 51.845,31  |
| 111 (11)       | Alto Paraíso de Goiás       | Luziânia-Águas Lindas de Goiás | 297.010,86      | 38.319,04  |
| 112 (27)       | Santa Cruz de Goiás         | Goiânia                        | 295.244,722     | 106.126,79 |
| 113 (1)        | Goianápolis                 | Goiânia                        | 294.380,944     | 26.244,18  |
| 114 (17)       | Uruana                      | Porangatu-Uruaçu               | 294.356,593     | 21.337,92  |
| 115 (2)        | Aruanã                      | Goiânia                        | 291.961,682     | 28.236,14  |
| 116 (4)        | Mara Rosa                   | Porangatu-Uruaçu               | 291.247,635     | 31.540,79  |
| 117 (18)       | Cachoeira Alta              | Rio Verde                      | 281.678,883     | 21.932,48  |
| 118 (7)        | Aragarças                   | São Luís de Montes Belos-Iporá | 277.710,279     | 13.606,58  |
| 119 (6)        | Nazário                     | São Luís de Montes Belos-Iporá | 276.909,93      | 29.537,06  |
| 120 (1)        | Firminópolis                | São Luís de Montes Belos-Iporá | 272.114,149     | 20.002,51  |
| 121 (6)        | Corumbá de Goiás            | Goiânia                        | 260.241,362     | 23.188,22  |
| 122 (21)       | Santa Fé de Goiás           | Goiânia                        | 260.165,524     | 46.582,90  |
| 123 (5)        | Bom Jardim de Goiás         | São Luís de Montes Belos-Iporá | 257.659,57      | 28.911,53  |
| 124 (5)        | Flores de Goiás             | Luziânia-Águas Lindas de Goiás | 250.935,506     | 14.409,16  |
| 125 (5)        | Maurilândia                 | Rio Verde                      | 247.891,439     | 17.016,16  |
| 126 (11)       | Mimoso de Goiás             | Luziânia-Águas Lindas de Goiás | 247.553,512     | 96.137,29  |
| 127 (9)        | Inaciolândia                | Rio Verde                      | 237.525,344     | 37.852,64  |
| 128 (3)        | Paranaiguara                | Rio Verde                      | 236.667,002     | 23.154,98  |
| 129 (3)        | Iaciara                     | Luziânia-Águas Lindas de Goiás | 226.513,081     | 15.934,79  |
| 130 (5)        | Arenópolis                  | São Luís de Montes Belos-Iporá | 222.580,045     | 90.406,19  |
| 131 (7)        | Porteirão                   | Rio Verde                      | 222.460,94      | 55.908,76  |
| 132 (0)        | Itapirapuã                  | Goiânia                        | 222.268,691     | 50.746,28  |
| 133 (3)        | Palminópolis                | São Luís de Montes Belos-Iporá | 220.045,706     | 61.499,64  |
| 134 (1)        | Itauçu                      | Goiânia                        | 219.235,247     | 24.446,39  |
| 135 (5)        | Sanclerlândia               | São Luís de Montes Belos-Iporá | 217.554,594     | 28.513,05  |
| 136 (2)        | Terezópolis de Goiás        | Goiânia                        | 211.067,801     | 25.350,44  |
| 137 (28)       | São Domingos                | Luziânia-Águas Lindas de Goiás | 206.244,508     | 15.501,28  |
| 138 (10)       | Santa Rita do Araguaia      | Rio Verde                      | 204.953,115     | 22.497,60  |
| 139 (28)       | Turvânia                    | São Luís de Montes Belos-Iporá | 204.383,356     | 45.157,61  |
| 140 (2)        | Goiandira                   | Goiânia                        | 202.193,615     | 35.786,48  |
| 141 (3)        | Britânia                    | Goiânia                        | 198.101,402     | 34.067,31  |
| 142 (4)        | Nova Veneza                 | Goiânia                        | 197.263,443     | 19.352,83  |
| 143 (0)        | Pilar de Goiás              | Porangatu-Uruaçu               | 192.739,388     | 90.276,06  |
| 144 (1)        | Santa Terezinha de Goiás    | Porangatu-Uruaçu               | 190.834,96      | 22.756,37  |
| 145 (13)       | Mundo Novo                  | Porangatu-Uruaçu               | 180.831,015     | 39.830,62  |
| 146 (4)        | Araguapaz                   | Goiânia                        | 180.123,219     | 23.107,53  |
| 147 (12)       | Vila Boa                    | Luziânia-Águas Lindas de Goiás | 179.898,83      | 27.886,97  |
| 148 (7)        | Petrolina de Goiás          | Goiânia                        | 178.770,792     | 17.458,09  |
| 149 (0)        | Aragoiânia                  | Goiânia                        | 174.315,416     | 16.321,67  |
| 150 (1)        | Simolândia                  | Luziânia-Águas Lindas de Goiás | 173.317,161     | 25.136,64  |
| 151 (11)       | Palestina de Goiás          | São Luís de Montes Belos-Iporá | 173.192,096     | 49.911,27  |
| 152 (4)        | Matrinchã                   | Goiânia                        | 170.651,585     | 39.493,54  |
| 153 (13)       | Gouvelândia                 | Rio Verde                      | 169.368,561     | 27.875,01  |
| 154 (8)        | Alvorada do Norte           | Luziânia-Águas Lindas de Goiás | 169.008,4       | 19.317,45  |
| 155 (2)        | Faina                       | Goiânia                        | 167.592,094     | 25.676,74  |
| 156 (4)        | Campo Limpo de Goiás        | Goiânia                        | 165.099,117     | 20.415,37  |
| 157 (15)       | Urutaí                      | Goiânia                        | 164.802,718     | 53.927,59  |
| 158 (6)        | Novo Planalto               | Porangatu-Uruaçu               | 160.447,044     | 34.940,56  |
| 159 (6)        | Bonópolis                   | Porangatu-Uruaçu               | 156.630,272     | 34.206,22  |
| 160 (7)        | Santo Antônio de Goiás      | Goiânia                        | 154.832,411     | 23.484,36  |
| 161 (2)        | Santa Bárbara de Goiás      | São Luís de Montes Belos-Iporá | 154.106,526     | 22.997,54  |
| 162 (1)        | Fazenda Nova                | São Luís de Montes Belos-Iporá | 152.398,542     | 27.855,70  |
| 163 (16)       | Ouro Verde de Goiás         | Goiânia                        | 150.001,235     | 40.772,28  |
| 164 (4)        | Nova Glória                 | Porangatu-Uruaçu               | 141.159,571     | 17.507,08  |
| 165 (10)       | Ivolândia                   | São Luís de Montes Belos-Iporá | 139.619,658     | 60.836,45  |
| 166 (43)       | São João da Paraúna         | São Luís de Montes Belos-Iporá | 139.614,827     | 106.413,74 |
| 167 (13)       | São Luiz do Norte           | Porangatu-Uruaçu               | 137.395,121     | 26.105,86  |
| 168 (2)        | Mossâmedes                  | Goiânia                        | 131.824,511     | 31.996,24  |
| 169 (1)        | Itajá                       | Rio Verde                      | 131.495,784     | 29.804,12  |
| 170 (0)        | São Francisco de Goiás      | Goiânia                        | 130.582,526     | 20.843,18  |
| 171 (4)        | Baliza                      | São Luís de Montes Belos-Iporá | 123.238,479     | 22.746,12  |
| 172 (11)       | Santa Isabel                | Porangatu-Uruaçu               | 123.175,063     | 32.236,34  |
| 173 (2)        | Bonfinópolis                | Goiânia                        | 121.137,676     | 11.970,13  |
| 174 (1)        | Monte Alegre de Goiás       | Luziânia-Águas Lindas de Goiás | 120.263,949     | 13.730,33  |
| 175 (7)        | Cristianópolis              | Itumbiara                      | 120.103,448     | 40.548,09  |
| 176 (17)       | Amorinópolis                | São Luís de Montes Belos-Iporá | 118.902,974     | 39.489,53  |
| 177 (3)        | Formoso                     | Porangatu-Uruaçu               | 111.669,435     | 27.249,74  |
| 178 (18)       | Campinaçu                   | Porangatu-Uruaçu               | 110.499,798     | 30.457,50  |
| 179 (3)        | Aparecida do Rio Doce       | Rio Verde                      | 110.072,041     | 44.491,53  |
| 180 (2)        | Santa Rita do Novo Destino  | Porangatu-Uruaçu               | 110.055,986     | 32.686,66  |
| 181 (4)        | Panamá                      | Itumbiara                      | 109.627,11      | 42.327,07  |
| 182 (1)        | Amaralina                   | Porangatu-Uruaçu               | 109.076,833     | 28.148,86  |
| 183 (8)        | Montividiu do Norte         | Porangatu-Uruaçu               | 108.826,42      | 23.981,14  |
| 184 (4)        | Mambaí                      | Luziânia-Águas Lindas de Goiás | 107.529,92      | 11.591,02  |
| 185 (0)        | Varjão                      | Goiânia                        | 105.087,697     | 27.309,69  |
| 186 (2)        | Itaguaru                    | Goiânia                        | 104.080,378     | 20.077,23  |
| 187 (7)        | Caturaí                     | Goiânia                        | 100.767,506     | 19.635,13  |
| 188 (9)        | Cromínia                    | Itumbiara                      | 99.558,06       | 28.790,65  |
| 189 (2)        | Itaguari                    | Goiânia                        | 98.133,168      | 20.950,72  |
| 190 (5)        | Cumari                      | Goiânia                        | 96.867,174      | 34.350,06  |
| 191 (11)       | Diorama                     | São Luís de Montes Belos-Iporá | 96.842,104      | 39.096,53  |
| 192 (4)        | Brazabrantes                | Goiânia                        | 93.833,426      | 24.615,27  |
| 193 (3)        | Divinópolis de Goiás        | Luziânia-Águas Lindas de Goiás | 91.699,652      | 19.506,41  |
| 194 (25)       | Castelândia                 | Rio Verde                      | 91.613,706      | 27.104,65  |
| 195 (3)        | Americano do Brasil         | Goiânia                        | 91.399,77       | 14.694,50  |
| 196 (7)        | Taquaral de Goiás           | Goiânia                        | 89.299,444      | 25.470,46  |
| 197 (11)       | Buritinópolis               | Luziânia-Águas Lindas de Goiás | 88.899,703      | 27.169,84  |
| 198 (5)        | Mairipotaba                 | Itumbiara                      | 88.293,131      | 37.444,08  |
| 199 (0)        | Hidrolina                   | Porangatu-Uruaçu               | 87.743,033      | 25.432,76  |
| 200 (8)        | Santa Tereza de Goiás       | Porangatu-Uruaçu               | 87.562,719      | 27.303,62  |
| 201 (1)        | Mutunópolis                 | Porangatu-Uruaçu               | 86.416,999      | 23.050,68  |
| 202 (5)        | Guarani de Goiás            | Luziânia-Águas Lindas de Goiás | 86.084,652      | 22.647,90  |
| 203 (1)        | Novo Brasil                 | Goiânia                        | 85.234,001      | 30.714,96  |
| 204 (6)        | Caldazinha                  | Goiânia                        | 84.638,407      | 21.702,16  |
| 205 (0)        | Heitoraí                    | Goiânia                        | 83.875,056      | 22.414,50  |
| 206 (9)        | Rianápolis                  | Porangatu-Uruaçu               | 83.215,618      | 17.221,78  |
| 207 (3)        | Jaupaci                     | São Luís de Montes Belos-Iporá | 83.147,813      | 29.246,50  |
| 208 (7)        | Aurilândia                  | São Luís de Montes Belos-Iporá | 81.572,841      | 27.190,95  |
| 209 (11)       | Uirapuru                    | Porangatu-Uruaçu               | 77.418,054      | 27.365,87  |
| 210 (1)        | Sítio d'Abadia              | Luziânia-Águas Lindas de Goiás | 75.916,968      | 24.972,69  |
| 211 (4)        | Estrela do Norte            | Porangatu-Uruaçu               | 74.793,719      | 22.992,23  |
| 212 (0)        | Córrego do Ouro             | São Luís de Montes Belos-Iporá | 74.372,375      | 32.995,73  |
| 213 (7)        | Araçu                       | Goiânia 73.495,927             | 21.303,17       |            |
| 214 (0)        | Campestre de Goiás          | São Luís de Montes Belos-Iporá | 72.736,712      | 19.862,56  |
| 215 (2)        | Professor Jamil             | Itumbiara                      | 72.086,065      | 22.449,72  |
| 216 (2)        | Israelândia                 | São Luís de Montes Belos-Iporá | 71.461,237      | 25.779,67  |
| 217 (4)        | Nova Aurora                 | Goiânia                        | 71.029,841      | 31.766,48  |
| 218 (8)        | Colinas do Sul              | Porangatu-Uruaçu               | 70.439,364      | 21.095,95  |
| 219 (0)        | Trombas                     | Porangatu-Uruaçu               | 70.123,726      | 20.052,54  |
| 220 (4)        | Ipiranga de Goiás           | Porangatu-Uruaçu               | 69.939,06       | 24.183,63  |
| 221 (134)      | Cachoeira Dourada           | Itumbiara                      | 69.455,048      | 8.685,14   |
| 222 (6)        | Marzagão                    | Itumbiara                      | 68.532,092      | 30.283,73  |
| 223 (9)        | Santa Rosa de Goiás         | Goiânia                        | 68.304,491      | 31.047,50  |
| 224 (7)        | Avelinópolis                | Goiânia                        | 68.049,718      | 28.342,24  |
| 225 (2)        | Nova Roma                   | Luziânia-Águas Lindas de Goiás | 66.578,728      | 20.753,97  |
| 226 (1)        | Guarinos                    | Porangatu-Uruaçu               | 64.342,727      | 38.276,46  |
| 227 (5)        | Três Ranchos                | Goiânia                        | 63.860,891      | 22.565,69  |
| 228 (3)        | Água Limpa                  | Itumbiara                      | 63.846,658      | 35.293,90  |
| 229 (5)        | Aloândia                    | Itumbiara                      | 63.728,36       | 32.251,19  |
| 230 (1)        | Nova Iguaçu de Goiás        | Porangatu-Uruaçu               | 61.463,761      | 20.913,15  |
| 231 (0)        | Buriti de Goiás             | São Luís de Montes Belos-Iporá | 56.915,62       | 23.098,87  |
| 232 (2)        | Campos Verdes               | Porangatu-Uruaçu               | 56.346,825      | 36.924,53  |
| 233 (5)        | Palmelo                     | Goiânia                        | 55.748,108      | 23.403,91  |
| 234 (1)        | Morro Agudo de Goiás        | Porangatu-Uruaçu               | 54.821,808      | 24.727,92  |
| 235 (1)        | São Patrício                | Porangatu-Uruaçu               | 53.449,603      | 26.200,79  |
| 236 (1)        | Moiporá                     | São Luís de Montes Belos-Iporá | 53.239,858      | 36.192,97  |
| 237 (1)        | Damolândia                  | Goiânia                        | 52.495,584      | 17.831,38  |
| 238 (3)        | Guaraíta                    | Goiânia                        | 52.169,425      | 27.385,52  |
| 239 (0)        | Lagoa Santa                 | Rio Verde                      | 51.072,656      | 30.915,65  |
| 240 (1)        | Nova América                | Porangatu-Uruaçu               | 48.876,243      | 20.692,74  |
| 241 (1)        | Adelândia                   | Goiânia                        | 48.793,367      | 19.400,94  |
| 242 (0)        | Damianópolis                | Luziânia-Águas Lindas de Goiás | 44.977,052      | 13.621,15  |
| 243 (2)        | Jesúpolis                   | Goiânia                        | 39.660,999      | 15.883,46  |
| 244 (1)        | Teresina de Goiás           | Luziânia-Águas Lindas de Goiás | 39.121,827      | 11.057,61  |
| 245 (1)        | Cachoeira de Goiás          | São Luís de Montes Belos-Iporá | 38.868,601      | 29.093,26  |
| 246 (0)        | Anhanguera                  | Goiânia                        | 21.691,408      | 18.523,83  |

### Por Região Geográfica
| Posição (2021) | RG Intermediária | Nº de municípios | População (2021) | Somatório do PIB (R$ x1.000) | PIB médio (R$ x1.000) | PIB per Capita |
| -------------- | ---------------- | ---------------- | ---------------- | ---------------------------- | --------------------- | -------------- |
| 1              | Goiânia          | 80               | 3.797.254        | 144.443.443,207              | 1.805.543,04          | 38.038,92      |
| 2              | Rio Verde        | 29               | 712.146          | 44.034.291,023               | 1.518.423,828         | 61.833,24      |
| 3              | Luziânia-ALG     | 34               | 1.434.728        | 30.093.046,162               | 885.089,593           | 20.974,74      |
| 4              | Itumbiara        | 22               | 424.777          | 19.023.735,741               | 864.715,261           | 44.785,23      |
| 5              | Porangatu-Uruaçu | 46               | 526.144          | 18.208.847,197               | 395.844,504           | 34.608,11      |
| 6              | SLMB-Iporá       | 35               | 311.540          | 13.824.510,57                | 394.986,016           | 44.374,75      |